# Paul Kuhn

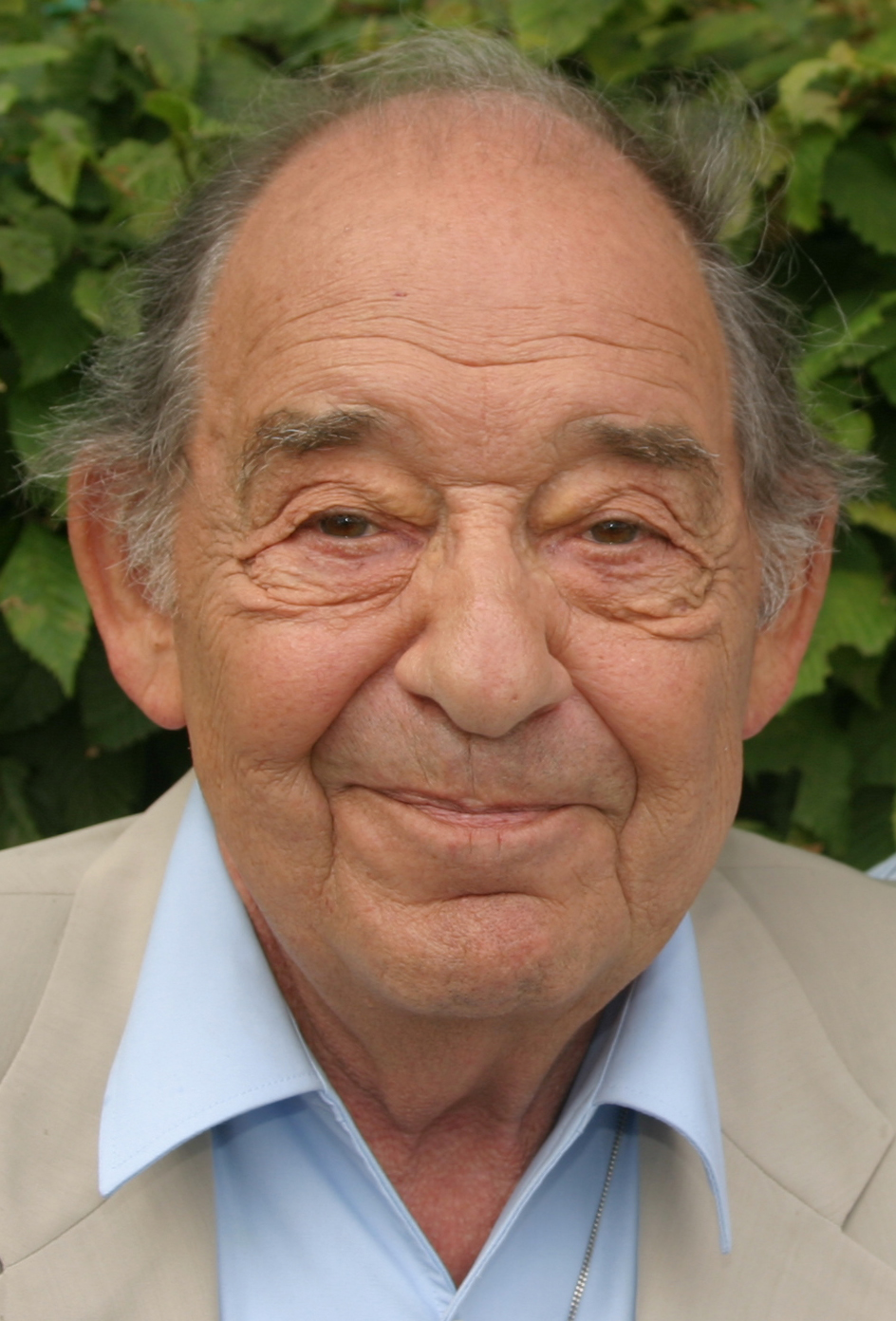
Paul Kuhn (2005)

Paul Kuhn (* 12. März 1928 in Wiesbaden; † 23. September 2013 in Bad Wildungen) war ein deutsch-schweizerischer Pianist, Bandleader, Sänger und Komponist.

## Leben
Paul Kuhn wurde in Wiesbaden als Sohn eines Croupiers geboren. Schon als Achtjähriger trat er 1936 in Berlin bei der Funkausstellung als Akkordeonspieler auf. Der Junge, der hinter seinem Instrument fast verschwand, bekam den Spitznamen Paulchen, der auch im Erwachsenenalter noch oft verwendet wurde („Paulchen Kuhn“). Später spielte er im Wiesbadener Weinlokal „Eimer“ den Gästen auf. In seiner Zeit als Hitlerjunge entdeckte er die Jazzmusik. 1944 war er als Truppenbetreuer für die Wehrmacht in Paris tätig.
Nach seiner Ausbildung bei Kurt Thomas am Musischen Gymnasium Frankfurt am Main besuchte Kuhn ab seinem 17. Lebensjahr das Konservatorium in Wiesbaden. Parallel wirkte er bereits öffentlich als Pianist, auch auf dem Gebiet der Jazzmusik. 1945 wurde Deutschland in Besatzungszonen aufgeteilt; das heutige Hessen gehörte zur US-Besatzungszone.
Kuhn trat vor amerikanischen GIs auf und wurde beim Soldatensender AFN angestellt. Fast täglich war er dort auf Sendung und spielte live aus dem Studio mit seiner Band. Er eignete sich das Repertoire von Glenn Miller an und orientierte sich an dessen Sound.
Kuhn spielte in der Berliner Femina-Bar mit Freddie Brocksieper und trat in frühen westdeutschen Jazzclubs auf. In den 1950er Jahren arrangierte und komponierte er Unterhaltungsmusik. Ab Mitte der 1950er Jahre trat er zunehmend auch mit gesungenen Schlagern in Erscheinung. Sein größter Erfolg war der von Horst-Heinz Henning komponierte Schlager Der Mann am Klavier (1954); als „der Mann am Klavier“ wurde Kuhn fortan oft bezeichnet. Drei Jahre später nahm er mit Das Klavier über mir an der deutschen Vorentscheidung zum Grand Prix Eurovision (Eurovision Song Contest) teil, erreichte aber nur den dritten Platz. 1963 sang er mit Greetje Kauffeld den Schlager Jeden Tag da lieb ich dich ein kleines bisschen mehr, der zum Hit wurde, gefolgt von der Soloplatte Es gibt kein Bier auf Hawaii im selben Jahr.

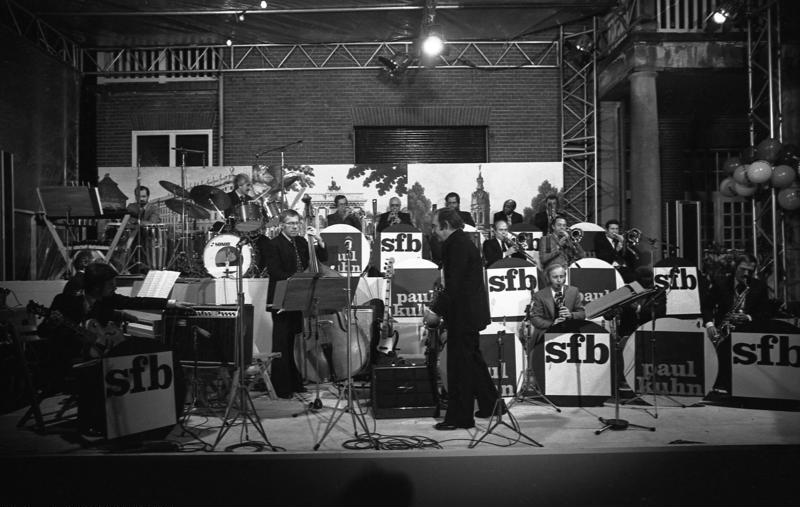
Paul Kuhn 1978 als Bandleader der SFB-Bigband

Mit dem Aufkommen von Musiksendungen im öffentlich-rechtlichen Fernsehen wurde Paul Kuhn zum musikalischen Dauergast auf bundesdeutschen Bildschirmen. Seine wichtigste Tätigkeit als Arrangeur und Bandleader war die Leitung der SFB Big Band ab 1968. Als Leiter des SFB-Tanzorchesters trat er in zahlreichen Fernsehsendungen auf, unter anderem in der großen internationalen Show-Reihe Gala-Abend der Schallplatte in den Jahren 1969 (Conference: Vivi Bach und Dietmar Schönherr), 1971 (Conference: Eva Renzi und Paul Hubschmid) und 1973 (Conference: Rudi Carrell). Legendär wurden seine Tanzmusik-Sendungen und die Reihe Paul’s Party.
1980 wurde die SFB-Bigband aufgelöst, und der Plattenverlag EMI-Electrola kündigte Kuhn. Auch seine Fernsehsendung Gong Show wurde nach vier Folgen eingestellt. Für einen Neubeginn zog Kuhn nach Köln, gründete ein eigenes Orchester und gab im Oktober 1981 beim Presseball in Köln seinen Einstand. Mit seinem Orchester begleitete er unter anderem Peter Alexander auf Tourneen 1983 und 1990/91.
Ab Mitte der 1990er Jahre war Kuhn wieder im Jazz aktiv. Das Paul Kuhn Trio bestand aus ihm am Flügel, Willy Ketzer am Schlagzeug sowie Martin Gjakonovski und Gary Todd am Bass. Verstärkt wurden sie durch Benny Bailey an der Trompete, Gustl Mayer am Saxophon und die Sängerin Greetje Kauffeld. Seit dem Sommer 2000 war er mit Max Greger, Hugo Strasser und der SWR-Big-Band mit dem Programm Swing Legenden auf Tour. 2008 nahm er mit Mario Barth die CD Mensch Berlin auf.
Ende 2011 flog Kuhn nach Los Angeles und spielte in den Capitol-Studios The L.A. Session ein, begleitet von John Clayton und Jeff Hamilton. Das Album wurde 2013 veröffentlicht und erhielt hervorragende Kritiken: „Begnadete Improvisation – und das Verschmelzen dreier ganz Großer ihres Fachs“ schrieb etwa die Frankfurter Allgemeine Zeitung.

### Privatleben
Seit den 1970er Jahren hatte Paul Kuhn eine Wohnung in der Schweiz. 1980 zog er nach Lenzerheide im Kanton Graubünden. Dort lebte er bis zu seinem Tod mit seiner dritten Ehefrau, Ute Hellermann, die er 1988 heiratete. Im November 1994 wurde das Ehepaar wegen Steuerhinterziehung von fast einer Million DM zu einem Jahr Haft auf Bewährung verurteilt.
Im Jahr 2005 musste sich Kuhn einer Herzoperation unterziehen, 2007 erkrankte er an einer Gürtelrose. In den darauffolgenden Jahren ließen sein Gehör und seine Sehkraft nach.
Paul Kuhn starb am 23. September 2013 während eines Kuraufenthaltes in Bad Wildungen. Er hinterließ seine Frau Ute und seinen aus erster Ehe stammenden Sohn Daniel.

## Künstlerische Entwicklung
Kuhn erlernte nacheinander Akkordeon, Klavier und Klarinette. Seinen ersten Fernsehauftritt hatte er im Alter von acht Jahren auf der Funkausstellung 1936 in Berlin. Seine Laufbahn als Jazzpianist begann kurz nach Kriegsende in den Clubs der US Army und bescherte ihm für einige Jahre eine feste Anstellung beim Sender AFN.

Paul Kuhn – Der Mann am Klavier

Als Sänger veröffentlichte Kuhn Schlager wie Der Mann am Klavier (1954), Es gibt kein Bier auf Hawaii (1963) und Die Farbe der Liebe (1958 in den Hitparaden). Das von Nils Nobach produzierte Stimmungslied Der Mann am Klavier verkaufte sich über 250.000 Mal.
Als Pianist zählte Kuhn Art Tatum und George Shearing sowie – besonders in stilistischer Hinsicht mit häufig sparsamer Einzelnoten- und Akkordsetzung – Hank Jones zu seinen Vorbildern. Ausflüge in den Bebop sind belegt durch Stücke wie Stitt’s tune (2002) und Ornithology (1999).

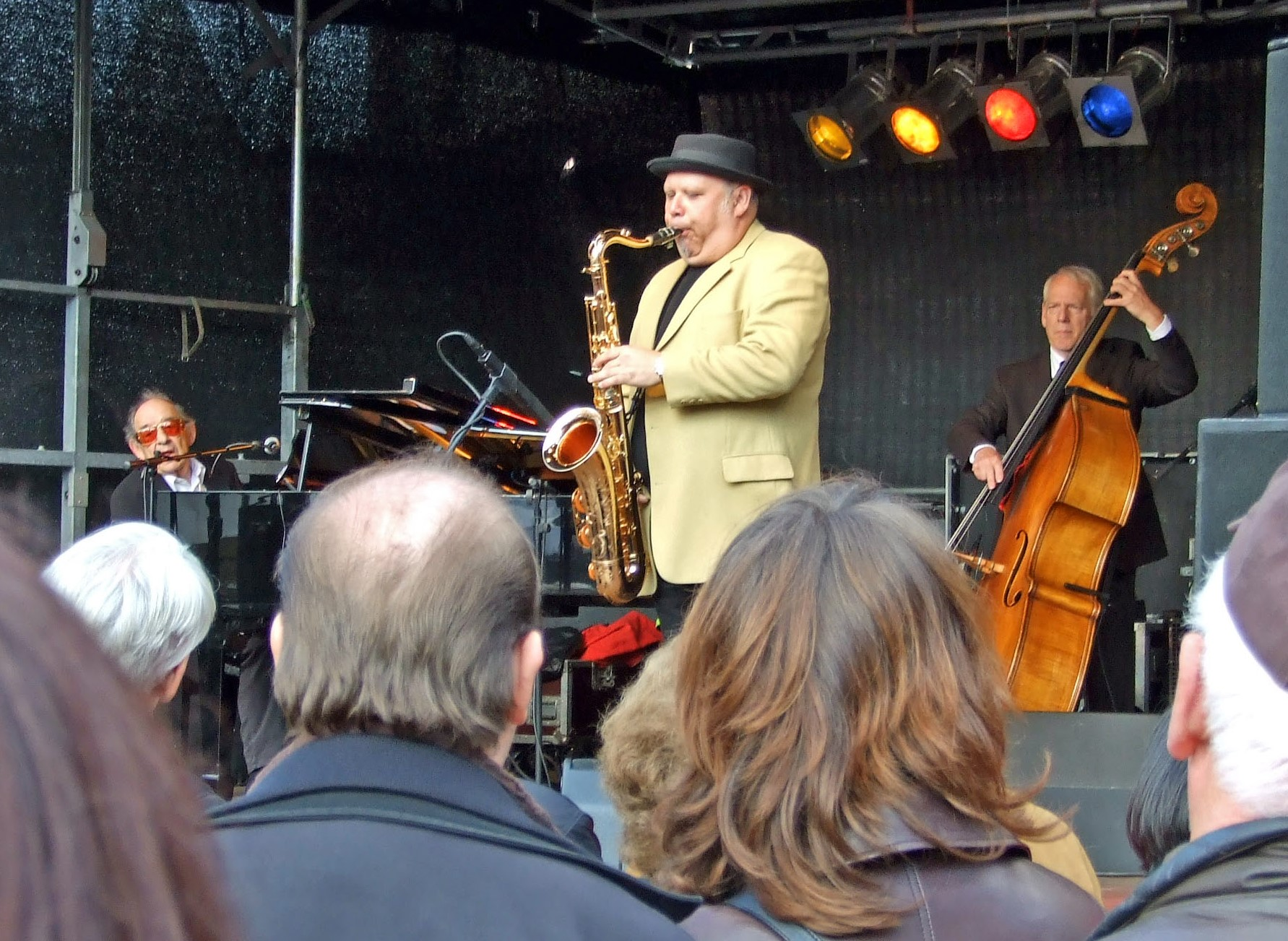
Paul Kuhn (links) mit Tony Lakatos (Mitte) und Gary Todd am Bass (2008)

Als Arrangeur und Bandleader orientierte sich Kuhn vor allem an Count Basie. „Basie ist die Basis“, sagte Kuhn. Und: „Ich spiele zwar Klavier, doch mein eigentliches Instrument ist meine Band.“ Sein erstes Arrangement schrieb er mit Freunden über Bei mir bist Du schön als 15-Jähriger. Er begleitete viele Topstars der deutschsprachigen Unterhaltung auf ihren Konzerttourneen, so auch Peter Alexander. Bei dessen Tournee 1979 wirkt bereits Paul Kuhns Frau Ute Hellermann als Chorleiterin ihrer Ute Mann Singers mit. Die Orchesterleitung hatte Dieter Reith.
Als Produzent förderte Kuhn ab Ende der 1950er Jahre Nachwuchstalente – unter anderem Ralf Bendix, Rocco Granata, Howard Carpendale – und produzierte ihre Aufnahmen.
Als Entertainer und Schauspieler trat Kuhn in einer Reihe von Fernsehsendungen auf, darunter mit Willy Maertens, Walter Richter und Hanns Lothar in Biedermann und die Brandstifter (1958), in der Verwechslungskomödie Drillinge an Bord (1959), Spiel mit Vieren, Hallo Paulchen, Paul’s Party. In einer Fernsehserie von Sketchen mit dem Titel Der Forstarzt (1992) mit Harald Juhnke trat Kuhn in der Rolle eines Regisseurs auf.
Im Jahr 1985 spielte er sich selbst in dem Fernsehfilm Der Mann am Klavier, gemeinsam mit internationalen Gesangsstars wie Gilbert Bécaud, Marlène Charell und Bibi Johns. Kuhn spielte 2010 an der Seite von Peter Lohmeyer und Mina Tander in der Tragikomödie Schenk mir dein Herz von Nicole Weegmann die ihm auf den Leib geschneiderte Rolle eines alten Jazzpianisten. Für diesen Film komponierte Kuhn auch einige Songs. Er startete am 5. Mai 2011 bundesweit in den Kinos, war am 16. Juni 2011 Eröffnungsfilm des Festivals des deutschen Films und wurde später mehrfach im deutschen Fernsehen ausgestrahlt. Im Jahr 2012 versammelte Autor Christoph Simon für seinen Dokumentarfilm Paul Kuhn – Der Mann am Klavier Freunde und Weggefährten Paul Kuhns vor der Kamera, so Götz Alsmann, Till Brönner, Helge Schneider und seinen langjährigen Schlagzeuger Willy Ketzer.

## Diskografie

### Vinyl-Singles
(ohne Instrumental-Aufnahmen)
| Titel                                                                                                  | Label     | Katalog-Nr. | Veröffentl. |
| --- | --------- | ----------- | ----------- |
| Davon träumen alle kleinen Mädchen / Amigo                                                             | Columbia  | 5613        | 1/1958      |
| Chicago / Dies Lied ist für dich                                                                       | Columbia  | 5623        | 3/1958      |
| Die Farbe der Liebe / Einsamer Cowboy                                                                  | Columbia  | 20 383      | 5/1958      |
| Midnight / Secretly                                                                                    | Electrola | 21 006      | 10/1958     |
| Butterfly Doll / Eltibadabo Puka Puka /                                                                | Columbia  | 21 113      | 3/1959      |
| In einer kleinen Konditorei / Fräulein Pardon (mit Alice Babs)                                         | Electrola | 21 216      | 6/1959      |
| Ich hab in Winnipeg ’ne Braut / Gigi hats mir angetan                                                  | Electrola | 21 241      | 7/1959      |
| Das große Glück / Auf meiner Uhr                                                                       | Electrola | 21 276      | 9/1959      |
| Zwei in einer großen Stadt / Es war einmal ein Musikus (mit Alice Babs, Svend Asmussen, Ulrik Neumann) | Electrola | 21 286      | 9/1959      |
| Living Doll / Charming Boy                                                                             | Electrola | 21 374      | 1/1960      |
| Sie heißt Mary /                                                                                       | Columbia  | 21 470      | 4/1960      |
| Mitten in der Nacht / Avignon                                                                          | Columbia  | 21 583      | 8/1960      |
| Kauf dir einen bunten Luftballon / Du stehst nicht im Adreßbuch                                        | Electrola | 21 658      | 11/1960     |
| Old McDonald / Tanz my Darling                                                                         | Columbia  | 21 732      | 2/1961      |
| Das weiß die Josephine / Adieu Mamatschi                                                               | Columbia  | 21 921      | 9/1961      |
| Cara Caramel Chocolat / Amor, Amor, Amor                                                               | Columbia  | 21 975      | 11/1961     |
| Frankfurter Polka / Heidelberger Polka                                                                 | Columbia  | 22 103      | 4/1962      |
| Quando, Quando, Quando / Wenn du einmal Hochzeit machst                                                | Columbia  | 22 143      | 4/1962      |
| Wir fliegen zur Venus / Klingeling                                                                     | Columbia  | 22 265      | 7/1962      |
| Es gibt kein Bier auf Hawaii / Bier ist die Seele vom Klavier                                          | Columbia  | 22 427      | 5/1963      |
| Regenschirm-Song / Überall In Paris (mit Jacqueline Boyer)                                             | Columbia  | 22 428      | 5/1963      |
| Wenn du die Sterne am Himmel zählst / Hallo, Josephine                                                 | Columbia  | 22 486      | 7/1963      |
| Jeden Tag, da lieb’ ich dich ein kleines bißchen mehr / Benny’s Doodlin’ Band (mit Greetje Kauffeld)   | Columbia  | 22 608      | 11/1963     |
| Mein Dackel Waldemar und ich / Der Pianist vom Grand-Hotel                                             | Columbia  | 22 664      | 3/1964      |
| Führerschein der Liebe / Abends muß ich tanzen                                                         | Columbia  | 22 684      | 4/1964      |
| Junge Liebe im Mai / Ja, nur bei dir fühl’ ich mich zu Haus (mit Greetje Kauffeld)                     | Columbia  | 22 709      | 5/1964      |
| Blue Honey Moon / Lieber guter alter Mond (mit Greetje Kauffeld)                                       | Columbia  | 22 810      | 11/1964     |
| Gib dem Bub die Geige nicht / So kühl, kühl, kühl wie mein Bier                                        | Columbia  | 22 823      | 11/1964     |
| Groschen Polka / I Love You, Good Bye (mit Greetje Kauffeld)                                           | Columbia  | 22 979      | 6/1965      |
| Milch macht müde Männer munter / In Abessinien braucht man nur ’nen Sonnenhut                          | Columbia  | 22 980      | 6/1965      |
| Eine Bar ohne Bier / Wer den Pfennig nicht ehrt                                                        | Columbia  | 23 089      | 11/1965     |
| Früher war das anders / Ein bißchen blau                                                               | Odeon     | 23 168      | 2/1966      |
| Am 32. Mai / Heut’ geh ich nicht nach Haus                                                             | Columbia  | 23 238      | 7/1966      |
| Kopenhagen Serenade / Ich lieb’ immer nur dich (mit Greetje Kauffeld)                                  | Columbia  | 23 414      | 2/1967      |
| Wiederseh’n / Küß mich einmal, küß mich zweimal                                                        | Columbia  | 23 414      | 5/1967      |
| Der erste Mensch, der mit Tieren spricht / Wie in einem Traum                                          | Columbia  | 23 643      | 11/1967     |
| Treu sein kann sie nicht / Story                                                                       | Columbia  | 23 854      | 8/1968      |
| Charlie Brown / Snoopy                                                                                 | Columbia  | 29 808      | 1970        |
| Reich dem Glück den kleinen Finger / Es handelt sich um folgendes                                      | Columbia  | 29 957      | 1972        |
| In dunkler Nacht / Dobermann                                                                           | Columbia  | 30 536      | 1974        |

## Filmografie (Auswahl)
- 1955: Wie werde ich Filmstar?
- 1956: Liebe, Sommer und Musik
- 1958: Biedermann und die Brandstifter (Fernsehfilm)
- 1959: Drillinge an Bord
- 1959: Liebe, Luft und lauter Lügen
- 1960: Romanze in Tüll (Fernsehfilm)
- 1965: Adieu 65: Hello 66 (Fernsehshow)
- 1965: Vom Ersten das Beste (Fernsehshow)
- 1966: Playgirl
- 1968–1972: Paul’s Party (Fernsehshow)
- 1969: Unsere kleine Show (Fernsehshow)
- 1970: Aristocats (Sänger der deutschen Titelmelodie)
- 1971: Der trojanische Sessel (Fernsehfilm)
- 1972: Glücksspirale (Fernsehshow)
- 1972: Pauls Finale (Fernsehshow)
- 1973: Peter Alexander präsentiert Spezialitäten (Fernsehshow)
- 1975: Berlin grüsst Bern (Fernsehshow)
- 1979: Noch ’ne Oper (Fernsehfilm)
- 1980: Hollywood, ich komme (Fernsehshow)
- 1981: Gong Show (Fernsehshow)
- 1981: So schön wie heut’, so müßt’ es bleiben (Fernsehshow)
- 1982: Das kann ja heiter werden (Fernsehshow)
- 1984: Lach mal wieder (Fernsehshow)
- 1985: Der Mann am Klavier (Fernsehshow)
- 1992: Der Forstarzt (Fernsehserie)
- 1994: Die Stadtindianer (Fernsehserie)
- 2010: Schenk mir dein Herz

## Hörspiele
- 1967: Claude Ollier: Die Verwandlung (Klavierspieler) – Regie: Raoul Wolfgang Schnell (SDR/WDR)
- 1968: Ingo Golembiewski: Nur Momente (Komposition) – Regie: Raoul Wolfgang Schnell (WDR)
- 1968: Otto Grünmandl: Salzwege (Klavierspieler) (SR)
- 1970: Raoul Wolfgang Schnell: Schularbeiten (Komposition, Klavierspieler und Sprecher) – Regie: Raoul Wolfgang Schnell (WDR)
- 1978: Walt Disney Productions: Aristocats (Klavierspieler und Sänger) – Regie: Petra Schmidt-Decker (Metronome Musik GmbH)

## Auszeichnungen
Zu seinen zahlreichen Auszeichnungen zählen unter anderem:
- 1936: Landessieger Akkordeon in Hessen-Nassau
- 1953: Jazzpianist Nr. 1 in Deutschland
- 1964: Bayerischer Verdienstorden
- 1971: Goldene Kamera für seine Fernseharbeiten (Paul’s Party)
- 1976: Deutscher Schallplattenpreis
- 1976: Hans-Bredow-Medaille (für Verdienste um den Rundfunk)
- 2003: Album: My World Of Music (DE: Gold (German Jazz Award))[16]
- 2003: Album: Play It Again Paul (DE: Gold (German Jazz Award))
- 2002: German Jazz Trophy (für Verdienste um die Jazzmusik)
- 2003: Klavierspieler des Jahres – Bundesverband Klavier e. V.
- 2003: Album: Young at Heart (DE: Gold (German Jazz Award))
- 2003: Goldene Europa (für sein künstlerisches Lebenswerk)
- 2003: Vierteljahrespreis der Deutschen Schallplattenkritik (für die CD Young at Heart)
- 2008: Album: As Time Goes By – Ehrenurkunde der Deutschen Schallplattenkritik (für sein Lebenswerk) und (DE: Gold (German Jazz Award))
- 2010: ECHO Jazz für sein Lebenswerk als Pianist, Dirigent und Komponist (Verleihung am 5. Mai 2010 in Bochum)
- 2013: Joachim-Ernst-Berendt-Ehrenpreis der Stadt Baden-Baden (Verleihung am 13. März 2013 in Baden-Baden im Rahmen des Mr. M’s Jazz Club Festivals)
- 2013: Album: The L.A. Session (DE: Gold (German Jazz Award))